# Detroit Diesel
La Detroit Diesel Corporation è una società statunitense produttrice di motori diesel.

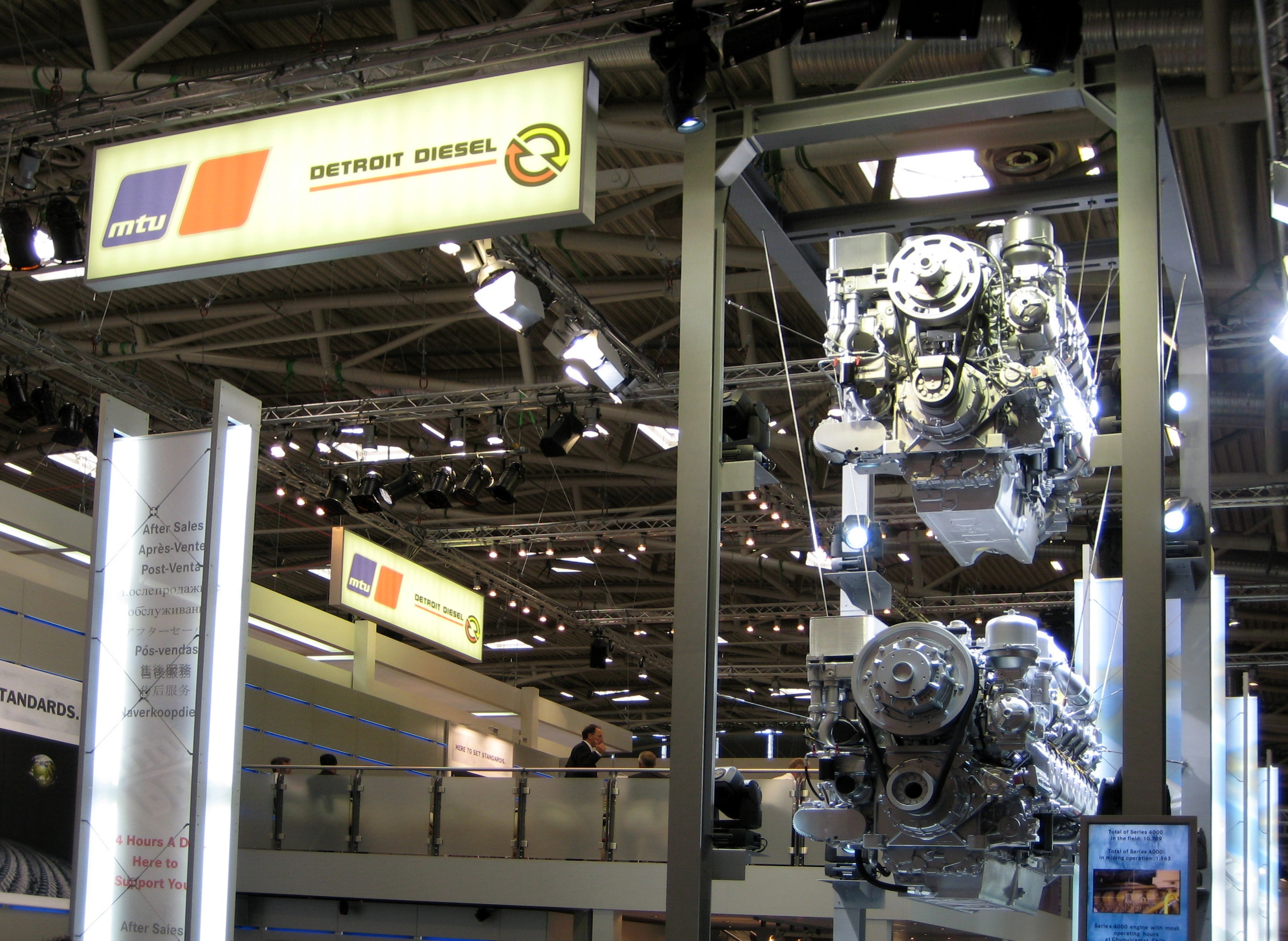

## Storia
Detroit Diesel venne fondata nel 1938 come GM Diesel Division divisione della General Motors. Questa divisione venne creata per lo sviluppo di motori Diesel due tempi e di sistemi pompa. Nel 1965 diventa Detroit Diesel Engine Division. Dopo il 1970 la GM acquisisce la Allison Transmission creando la Detroit Diesel Allison Division.
Come la Penske Corporation nel 1988 diventa parte di Detroit Diesel, e il tutto rinominato Detroit Diesel Corporation (DDC) della GM. Nel 2000 la DaimlerChrysler acquisisce la DDC. Detroit Diesel viene divisa in due, la Diesel Corporation per la Daimler Trucks e una parte sotto la MTU Friedrichshafen diventando questa ultima MTU Detroit Diesel, parte della Rolls-Royce Power Systems; quest'ultima società divenne dal 1º giugno 2011 parte della neonata società Tognum America Inc.
Nel 2014 ritorna ad essere MTU America Inc. Il tutto sotto il gruppo tedesco MTU Friedrichshafen ritornato a sua volta sotto il controllo al 100% della Daimler AG.